# Shūhei Akasaki
Shūhei Akasaki (jap. 赤﨑 秀平 Akasaki Shūhei; ur. 1 września 1991) – japoński piłkarz występujący na pozycji napastnika. Obecnie występuje w Kashima Antlers.

## Kariera klubowa
Od 2013 roku występował w klubie Kashima Antlers.